# Jean-Pierre Gury
Pour les articles homonymes, voir Gury.
Jean-Pierre Gury, né le 23 janvier 1801 à Mailleroncourt (Haute-Saône) et mort le 18 avril 1866 à Mercœur (Haute-Loire), est un théologien jésuite français.  Il est considéré comme l'un des restaurateurs de l'ancienne méthode casuistique et un fervent adepte de Hermann Busenbaum et d'Alphonse de Liguori. Il a aussi largement contribué à la défaite finale du jansénisme.

## Biographie
Il entre dans la Compagnie de Jésus à Montrouge le 22 août 1824, et enseigne la théologie morale au séminaire de Vals de 1834 à 1847, à Rome de 1847 à 1848, puis de nouveau à Vals de 1848 à 1866.
C'est en 1850, après son retour de Rome, rendu nécessaire par les événements de 1848, que la première édition de son Compendium theologiæ moralis est publiée. À sa mort, paraîtra la dix-septième édition. 
En 1862, Gury publie son Casus conscientiae dans præcipuas quæstiones theologiæ moralis 
La brièveté du recueil conduit inévitablement à un manque de solidarité scientifique. Pour ses cours à Vals, Gury utilise un manuel de lithographie plus scientifique mais qui n'a jamais été publié.
Son style était essentiellement pratique, ordonné et clair. Sa méthode consistait à procéder par questions-réponses, en passant par l'exposition de principes et des conclusions. Grâce à sa pédagogie, il est également nommé à un siège de théologie morale à l'Université grégorienne de Rome par le P. General Roothaan.